# 上原治也
上原 治也（うえはら はるや、1946年（昭和21年）7月25日 - ）は、日本の銀行家。東京都出身。三菱UFJ信託銀行株式会社最高顧問・元代表取締役会長・代表取締役社長。株式会社三菱東京フィナンシャル・グループ元代表取締役会長。株式会社三菱UFJフィナンシャル・グループ元代表取締役副会長。一般社団法人全国銀行協会元副会長。一般社団法人信託協会元会長。

## 人物・経歴
東京都出身。1969年上智大学経済学部経営学科を卒業後、同年4月三菱信託銀行株式会社に入行。1992年ニューヨーク支店副支店長、1993年資金為替部長、1996年取締役資金為替部長、1997年取締役資金企画運用部長、1998年常務取締役資金企画運用部長、同年7月常務取締役 受託財産運用部門担当、2001年専務取締役 総務部・人事部・社員相談室・審査部・国際事務管理部担当、2002年取締役副社長 統括補佐・人事部・審査部・個人業務推進部・投資商品部・法人業務部・国際事務管理部担当、2004年取締役社長、同年6月株式会社三菱東京フィナンシャル・グループ取締役会長、2005年三菱UFJ信託銀行株式会社取締役社長、株式会社三菱UFJフィナンシャル・グループ取締役副会長、2008年三菱UFJ信託銀行取締役会長、2012年同行最高顧問。

## 来歴
- 1969年、上智大学経済学部経営学科卒業後、同年4月三菱信託銀行株式会社入社
- 1996年、同社取締役
- 2004年、同社取締役社長、三菱東京フィナンシャル・グループ取締役会長
- 2005年、三菱UFJ信託銀行取締役社長
- 2005年、株式会社三菱UFJフィナンシャル・グループ取締役副会長、社団法人信託協会会長[3]、一般社団法人全国銀行協会副会長[4]
- 2008年、三菱UFJ信託銀行取締役会長
- 2011年、三菱重工業株式会社監査役[5]、株式会社ニコン監査役[6]、株式会社三菱総合研究所監査役[7]
- 2012年、三菱UFJ信託銀行最高顧問[8]
- 2012年、学校法人成蹊学園監事、上智大学ソフィア会副会長[9]
- 2013年、株式会社小糸製作所取締役[10]、ソフィア経済人倶楽部副会長[11]
- 2022年、旭日重光章受章[12][13]